# (4447) Kirov
(4447) Kirov ist ein Hauptgürtelasteroid, der am 7. November 1985 von dem US-amerikanischen Astronomen Edward L. G. Bowell vom Lowell-Observatorium aus entdeckt wurde.
Der Asteroid wurde nach dem Mariinski-Theater, das von 1935 bis 1992 den Namen Kirow-Theater trug, benannt.